# Província de Kibi
Kibi (吉備国, Kibi no kuni) foi uma antiga província do Japão na área que envolve a atual Okayama e o leste de Hiroshima .

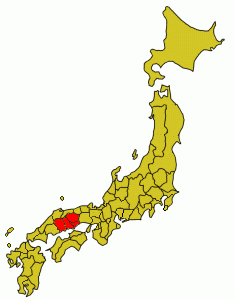
Mapa da Província de Kibi

Foi dividida em Bizen (備前), Bitchū (備中) e Bingo (備後) no final do Século VII, e Mimasaka foi separada de Bizen no Século VIII. As três primeiras províncias receberam um kanji do nome Kibi, adicionando zen, chū e go ("frontal" , "central" e "posterior") dependendo da distância em relação à capital . 
Essa região costeira tinha relações com a Península Coreana, mas já no Século VI estava sobre influência da Dinastia Yamato. Os líderes dos clãs da região eram enterrados em gigantescas tumbas megalíticas chamadas Kofun.